# 奥氏鸥
奥氏鸥（學名：Ichthyaetus audouinii）為鷗科漁鷗屬的一種鳥類。體長48—52公分，體重451—770公克，翼展125—138公分。成鳥身體呈淺灰色，頭部較白。翅膀淺灰色，末端為黑色。腿部為深灰色，嘴巴為深紅色，眼睛為深色。
牠們主要是魚食性，但也會食用淡水龍蝦或者無脊椎動物。具有遷徙性，主要由直布羅陀海峽遷徙至西北非洲的大西洋沿岸地區越冬，並集中在西撒哈拉。2—4月時會遷徙到地中海的繁殖地並繁殖，26—33天後孵化，再35—40天後離巢。6月下旬起就會開始有部分個體遷徙以越冬。
奥氏鸥在地中海的沿岸島嶼、北大西洋熱帶沿岸和其相關海域繁殖。而在非繁殖期，它們則會移居到甘比亞、利比亞、茅利塔尼亞、塞內加爾等地。

## 外部連結
- 维基共享资源上的相關多媒體資源：奥氏鸥
- 維基物種上的相關：奥氏鸥
- Xeno-canto上的奥氏鸥聲音紀錄 （页面存档备份，存于）